# Кучин переулок
Ку́чин переу́лок — небольшая улица на севере Москвы в Алексеевском районе Северо-Восточного административного округа, от проспекта Мира до Кулакова переулка.

## История
Переулок возник в начале XX века. До 7 июня 1922 года — Грязный переулок. При переименовании был устранён неприятный его смысл, но и новое название отражало неблагоустроенность местности (наличие куч земли и мусора). Оно оказалось неудачным и по форме, ибо наводит на мысль об именном происхождении объекта (от прозвищного имени Куча или фамилии Кучин). П. В. Сытин писал:
Мы с утра ездили по Москве в связи с переименованием улиц. Вечерело. Мы очень устали. Последним для переименования был Грязный переулок. Подъехали к переулку, а там — кучи мусора. Мы и назвали его Кучин переулок.
Первоначально переулок проходил от Северного переулка (сохранившийся участок которого вошёл в состав самого Кучина переулка) до Новоалексеевской улицы, позднее частично застроен.

## Описание
Переулок начинается от проспекта Мира между домами 102 и 104, проходит на восток, затем поворачивает на север, пересекает Графский переулок и заканчивается на Кулаковом переулке. По начальному участку движение одностороннее (только к проспекту Мира).

## Учреждения и организации
- Дом 8 — ГУП «Моссвет», организация, отвечающая за световое оформление города Москвы, создана в 1999 году[5].
- Дом 14 — Московский колледж железнодорожного транспорта (МКЖТ). Существует с 1872 года как техническое железнодорожное училище, позже Московский техникум железнодорожного транспорта. В современном здании с 1934 года[6].